# Клопка (филм, 1999)
„Клопка“ (на английски: Entrapment) е американски филм от 1999 година, криминален трилър на режисьора Джон Амиел по сценарий на Роналд Бас и Уилям Бройлс.
В центъра на сюжета са опитен крадец на произведения на изкуството и работеща под прикритие агентка на застрахователна компания, които се опитват да проведат мащабен обир, свързан с проникване в компютрите на голяма банка в Куала Лумпур. Главните роли се изпълняват от Катрин Зита-Джоунс и Шон Конъри.
„Клопка“ получава Европейски филмови награди за най-добър актьор и за най-добра актриса.